# Gita Kalmet

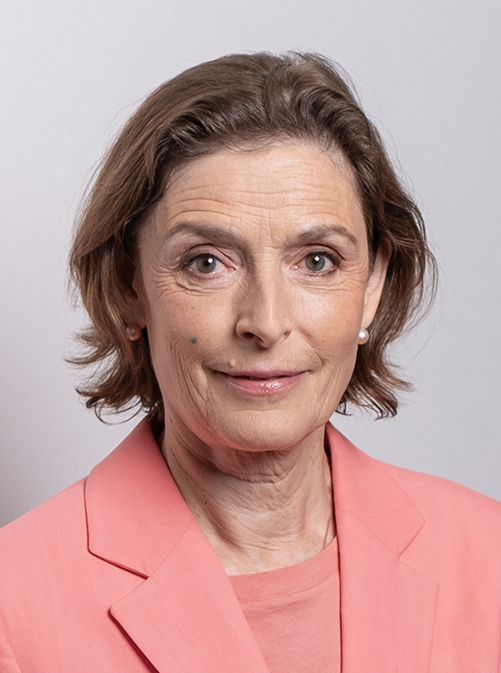
Gita Kalmet (2024)

Gita Kalmet (até 1987, Gita Ränk; nascida a 29 de novembro de 1959 em Tallinn) é uma diplomata estoniana e ex-actriz.
Em 1984 formou-se no Departamento de Artes Cénicas do Conservatório Estatal de Tallinn. Em 1993 estudou na Escola de Diplomacia da Estónia.
De 1984 a 1989 ela trabalhou no Teatro Rakvere. Além de papeis no teatro ela também actuou em vários filmes e na televisão.
Desde 1993 ela tem trabalhado para o Ministério das Relações Externas da Estónia. De 2006 a 2011 foi Embaixadora da Estónia na Holanda e é, desde 2013, Embaixadora da Estónia no Canadá.
Ela é casada com o director e actor Madis Kalmet. O casal tem dois filhos, os actores Henrik Kalmet e Karl-Andreas Kalmet.